# Anthomyza clara
Anthomyza clara är en tvåvingeart som beskrevs av Rohacek 2006. Anthomyza clara ingår i släktet Anthomyza och familjen sumpflugor. Inga underarter finns listade i Catalogue of Life.